# Tadeusz Wojna
Tadeusz Franciszek Wojna (ur. 9 marca 1926 w Witeradowie, zm. 10 lutego 2018 w Olkuszu) – polski tokarz, poseł na Sejm PRL VII kadencji.

## Życiorys
Syn Andrzeja i Katarzyny. Uzyskał wykształcenie zasadnicze zawodowe. Od 1941 pracował w fabryce „Westen” (obecnie Emalia S.A.) na Wydziale Narzędziowym. Najpierw był tam uczniem, a następnie tokarzem metalowym. Po wojnie, w 1946 ukończył wieczorową szkołę zawodową, otrzymując dyplom czeladniczy tokarza. Po awansie został brygadzistą w Olkuskiej Fabryce Naczyń Emaliowanych. W 1965 objął funkcję przewodniczącego rady robotniczej. W 1976 uzyskał mandat posła na Sejm PRL w okręgu Dąbrowa Górnicza. Zasiadał w Komisji Handlu Wewnętrznego, Drobnej Wytwórczości i Usług oraz w Komisji Komunikacji i Łączności.
Pochowany wraz z żoną Janiną (zm. 1998) w dniu 14 lutego 2018 na cmentarzu parafialnym w Olkuszu.